# Justicia jacobinioides
Justicia jacobinioides är en akantusväxtart som beskrevs av Emery Clarence Leonard. Justicia jacobinioides ingår i släktet Justicia och familjen akantusväxter. Inga underarter finns listade i Catalogue of Life.